# Storena rufescens
Storena rufescens är en spindelart som beskrevs av Tord Tamerlan Teodor Thorell 1881. Storena rufescens ingår i släktet Storena och familjen Zodariidae. Inga underarter finns listade i Catalogue of Life.